# Rogowo (gmina, Żnin)
Rogowo est une gmina rurale du powiat de Żnin, Couïavie-Poméranie, dans le centre-nord de la Pologne. Son siège est le village de Rogowo, qui se situe environ 14 km au sud de Żnin et 49 km au sud-ouest de Bydgoszcz.
La gmina couvre une superficie de 178,56 km2 pour une population de 6 899 habitants.

## Géographie
La gmina est bordée par les gminy de Gdów, Myślenice, Raciechowice, Siepraw, Wieliczka et Wiśniowa.